# Algemene verkiezingen in Botswana (2004)

De resultaten per kiesdistrict.

De Algemene verkiezingen in Botswana van 2004 vonden op 30 oktober plaats. Regeringspartij Botswana Democratic Party (BDP) boekte een verkiezingsoverwinning en kwam op 44 zetels, elf meer dan vijf jaar geleden, maar het zetelaantal van de Nationale Vergadering was ook flink uitgebreid van 44 naar 63 zetels. Qua percentage was de BDP zelfs achteruitgegaan (-5%). Oppositiepartij Botswana National Front (BNF) profiteerde ook van de zeteluitbreiding van het parlement en kwam uit op 12 zetels (+6). De partij was procentueel ook wat vooruitgegaan. De opkomst was 76,2% en daarmee iets lager dan vijf jaar geleden.

## Nationale Vergadering
Het aantal kiesgerechtigden bedroeg 552.849, waarvan 421.272 (76,2%) hun stem uitbrachten. Naast de 57 verkozenen, werden nog 6 indirect gekozenen aan het parlement toegevoegd. Het aantal vrouwen bedroeg zeven, waarvan twee indirecte gekozenen.
| Partij                          | Partij                          | Zetels  | %      |
| ------------------------------- | ------------------------------- | ------- | ------ |
|                                 | Botswana Democratic Party       | 44      | 51,73  |
|                                 | Botswana National Front         | 12      | 26,06  |
|                                 | Botswana Congress Party         | 1       | 16,62  |
|                                 | Botswana Alliance Movement      | 0       | 2,84   |
|                                 | Botswana People's Party         | 0       | 1,91   |
|                                 | New Democratic Front            | 0       | 0,78   |
|                                 | MELS Movement Botswana          | 0       | 0,03   |
| Partijloos                      | Partijloos                      | 0       | 0,03   |
| Totaal                          | Totaal                          | 57      | 100,00 |
| Geregistreerde kiezers/ opkomst | Geregistreerde kiezers/ opkomst | 552.849 | 76,20  |
| Bron: AED                       |                                 |         |        |

## Regionale- en gemeenteraadsverkiezingen
Bij de verkiezingen voor regionale volksvertegenwoordigingen en gemeenteraden die op dezelfde dag werden gehouden als de parlementsverkiezingen, bleef de BDP de grootste, maar oppositiepartij BNF herstelde zich t.o.v. vijf jaar eerder.

### Uitslag
| Partij     | Partij                     | Zetels |
| ---------- | -------------------------- | ------ |
|            | Botswana Democratic Party  | 336    |
|            | Botswana National Front    | 105    |
|            | Botswana Congress Party    | 32     |
|            | Botswana Alliance Movement | 9      |
|            | Botswana People's Party    | 3      |
| Partijloos | Partijloos                 | 3      |
| Totaal     | Totaal                     | 490    |
| Bron: AED  |                            |        |

## Presidentsverkiezingen

### Presidentskandidaten
Op 25 september stelden de volgende personen zich kandidaat voor het presidentschap: 
- Ephraim L. Sethswaelo (BAM)
- Otsweletse Moupo (BNF)
- Odlaadisa M. Koosaletse (BCP)
- Dick Bayford (NDP)
- Festus G. Mogae (BDP)[4]

### Uitslag
Zittend president Festus Mogae werd door de nieuwe Nationale Vergadering als president herkozen voor de duur van vijf jaar.

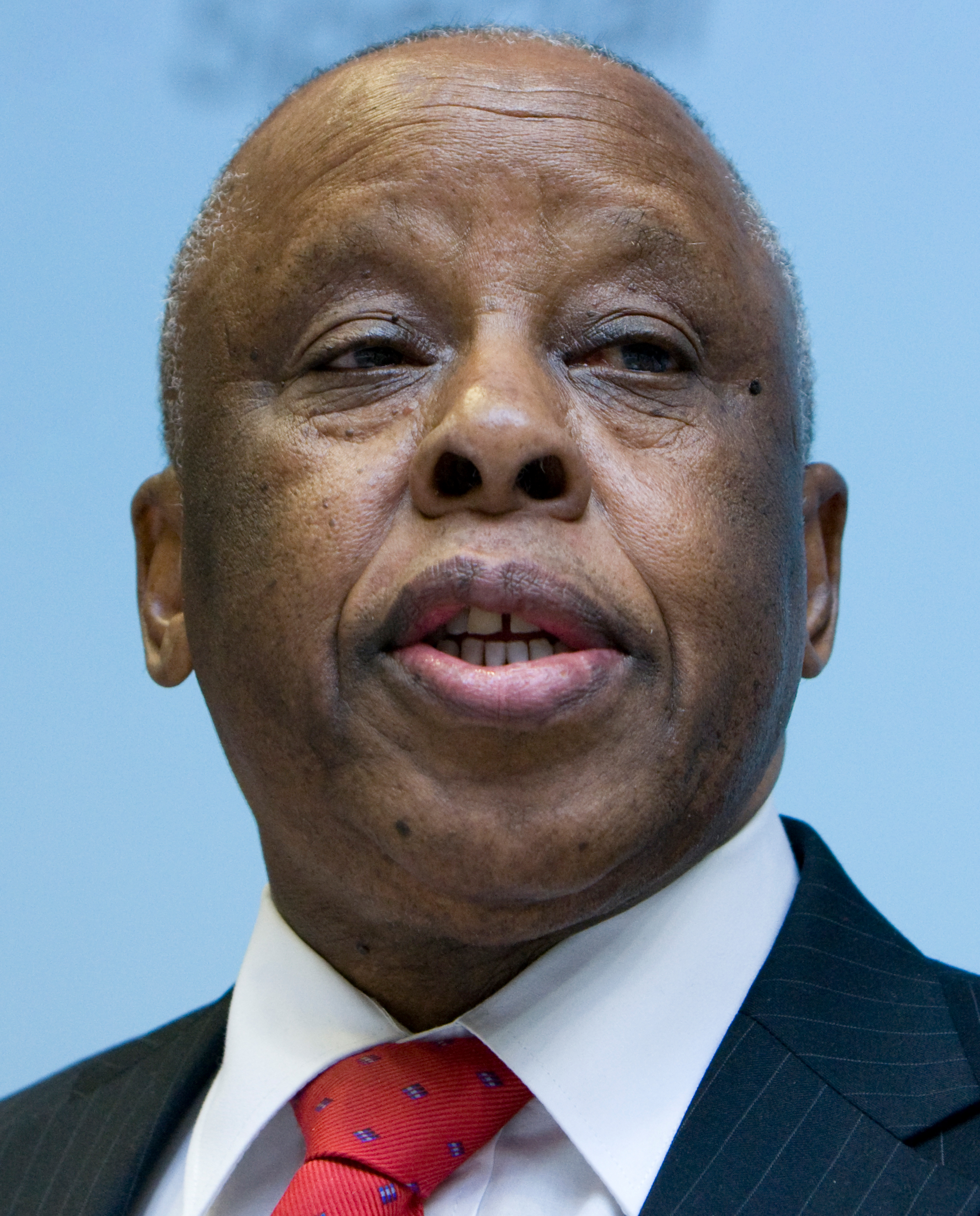
Festus Mogae werd door de Nationale Vergadering als president van de republiek herkozen.

Algemene en regionale verkiezingen: 1965 · 1969 · 1974 · 1979 · 1984 · 1989 · 1994 · 1999 · 2004 · 2009 · 2014 · 2019 ·  2024

Referenda: 1987 · 1997 · 2001
]